# Gran Premio Montelupo 1982
Il Gran Premio Montelupo 1982, diciottesima edizione della corsa, si svolse il 17 luglio 1982 su un percorso di 201 km. La vittoria fu appannaggio dell'italiano Palmiro Masciarelli, che completò il percorso in 5h30'00", precedendo i connazionali Pierino Gavazzi e Claudio Torelli.
Sul traguardo di Montelupo Fiorentino 33 ciclisti, su 89 partiti dalla medesima località, portarono a termine la competizione. 

## Ordine d'arrivo (Top 10)
| Pos. | Corridore           | Squadra              | Tempo    |
| ---- | ------------------- | -------------------- | -------- |
| 1    | Palmiro Masciarelli | Famcucine-Campagnolo | 5h30'00" |
| 2    | Pierino Gavazzi     | Atala-Campagnolo     | s.t.     |
| 3    | Claudio Torelli     | Famcucine-Campagnolo | s.t.     |
| 4    | Claudio Corti       | Sammontana-Benotto   | s.t.     |
| 5    | Ennio Salvador      | Gis Gelati-Olmo      | s.t.     |
| 6    | Franco Conti        | Selle San Marco      | s.t.     |
| 7    | Corrado Donadio     | Alfa Lum             | s.t.     |
| 8    | Marino Amadori      | Famcucine-Campagnolo | s.t.     |
| 9    | Stefano D'Arcangelo | Gis Gelati-Olmo      | s.t.     |
| 10   | Roberto Visentini   | Sammontana-Benotto   | s.t.     |